# Atelier humide
L'atelier humide est un concept de réalisation économique d'une station spatiale, étudié par les équipes de Wernher von Braun à l'époque de la conception de la station spatiale Skylab. Il consiste à réutiliser un étage de fusée à ergols liquides après sa mise en orbite, afin d'aménager un espace de vie pour des astronautes en orbite.

## Explications
Un étage de fusée se compose principalement de deux grands réservoirs d'ergols étanches : ceux-ci peuvent être théoriquement transformés en espaces habitables une fois placés en orbite. Cette solution est théoriquement économique, dans la mesure où elle permet de placer en orbite une grande partie de la masse de la station, alors que celle-ci contribue à sa propre satellisation. Toutefois, la modification en orbite de l'étage de la fusée s'avère difficile et coûteuse, et cette solution n'a donc pas été retenue.
L'autre scénario de réalisation de la station Skylab était désigné sous l'appellation d'« atelier sec » : il consistait à équiper le troisième étage d'une fusée Saturn au sol avec tous les aménagements pour ses futurs occupants, et à placer cet étage en orbite sans que celui-ci ne contribue à sa propulsion. C'est finalement cette solution qui sera retenue pour la station Skylab.
Cette méthode de construction a également été étudiée pour la conception de la station spatiale internationale mais n'a pas été retenue, notamment parce qu'il était particulièrement complexe de réaménager les réservoirs en une station fonctionnelle.

## Concepts

### Dérivés Apollo

Une version de Skylab montrée comme atelier humide. La tuyère du moteur-fusée est encore attachée.

Le concept d'atelier humide fut proposé par Wernher von Braun, afin de lancer à moindre coût une grande station spatiale à l'aide d'une fusée Saturn V. Sa proposition consistait à modifier le deuxième étage de la fusée Saturn V, le S-II, pour lui permettre d'être utilisé comme espace de vie une fois sur orbite. Comme le S-II inerte ne peut pas être mis sur orbite, l'étage inférieur de Saturn V, le S-IC, ne pouvant pas atteindre l'orbite de sa propre initiative, le S-II serait également mis à feu, puis purgerait tout son carburant restant une fois satellisé. Pour permettre cela, les planchers de l'étage/station spatiale formaient une grille ouverte, permettant au carburant de passer facilement à la tuyauterie à la base des réservoirs. La structure présentait également main courante et échelons.
Puisque le carburant serait nécessaire pour atteindre l'orbite, des équipements supplémentaires de support de vie ne pourraient pas être stockés à l'intérieur du S-II lors de son lancement. Tous ces équipements auxiliaires, selon Von Braun, seraient donc placés dans un grand conteneur cylindrique, qui serait placé au sommet de l'étage S-II à la place du troisième étage habituel, le S-IVB. Après l'insertion en orbite du S-II et l'évacuation de son carburant restant, une grande trappe d'accès au sommet de son réservoir d'hydrogène serait ouverte. Le module cylindrique de fret serait alors inséré dans le réservoir à travers cette ouverture, qui serait ensuite scellée, puis le réservoir serait repressurisé pour former un grand espace de vie. La puissance serait fournie par des cellules solaires à l'extérieur du S-II.
Pendant les années 1960, comme le programme Apollo traversait la phase du développement des lancements, un certain nombre de groupes à l'intérieur de la NASA ont étudié l'ère post-Apollo. Beaucoup d'idées pour continuer à utiliser le matériel existant Saturn ont été proposées, et certaines d'entre elles étaient recueillies sous le nom « Apollo X », qui est devenu Apollo Applications Program. Mais au moment où Apollo X a commencé à chercher des financements, les filières de productions de Saturn V avaient prévu de fermer après avoir produit juste assez de Saturn V pour les missions lunaires seules. Toutefois, pendant la même période de temps, les essais en orbite des systèmes Apollo se déroulaient beaucoup mieux que prévu, si bien qu'un certain nombre de missions proposées n'étaient plus nécessaires. Un petit nombre de lanceurs Saturn IB, devant être utilisés pour ces missions de test, devint disponible.
La fusée Saturn IB se compose de deux étages principaux, le S-IB et un étage S-IVB au-dessus, les deux devant être mis à feu en vue d'un lancement orbital. Un étage S-IVB pourrait donc être modifié de façon similaire aux propositions initiales de Von Braun, pour réaliser une station plus petite, mais parfaitement utilisable. Dans ce cas, les équipements de support de vie seraient placés au-dessus du S-IVB, à l'emplacement normalement réservé au Module Lunaire, mais l'absence d'un port d'accès large signifiait que le module cylindrique de fret resterait là au lieu d'être inséré dans le réservoir. Des travaux considérables sur cette conception ont été effectués.

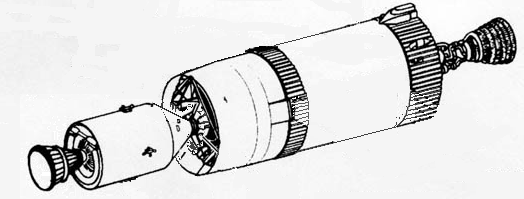
Expédition Apollo-Vénus. À gauche : le module de commande et de service, à droite : l'étage S-IVB.

Ironiquement, lorsque les dernières missions Apollo furent annulées (18 à 20), une Saturn V est devenue disponible. À cette époque, beaucoup de travail avait été fait sur le système S-IVB, et l'on a décidé de poursuivre dans cette voie au lieu de reprendre le concept original utilisant le S-II. Saturn V avait assez de puissance pour placer la station en orbite sans mettre à feu l'étage S-IVB, celui-ci fut donc lancé en configuration « atelier sec », sous le nom de Skylab, même si la station avait conservé beaucoup de ses caractéristiques originales d'atelier humide, notamment les mailles ouvertes du plancher.
L'idée d'utiliser l'étage S-IVB comme atelier humide fut aussi considérée pour servir d'habitat spatial dans le projet de survol habité de Vénus. Dans ce cas, le S-IVB/atelier humide aurait été lancé avec une capsule Apollo, l'étage propulsant l'ensemble vers Vénus avant d'être converti en habitat.

### Dérivés de la navette
Plusieurs conversions similaires du réservoir externe de la navette spatiale américaine ont également été étudiées. Lors du lancement de la navette, le réservoir externe accélère à environ 98 % de la vitesse orbitale, avant d'être largué et délibérément tourné afin d'accroître sa traînée et ainsi faciliter sa retombée sur Terre. Un certain nombre de personnes ont proposé de conserver le réservoir externe attaché à la navette jusqu'en orbite, rejetant tout le carburant restant dans les moteurs principaux, qui resteraient ouverts. Un essai de ce type avait été prévu, mais a été annulé après que l'accident de la navette spatiale Challenger ait radicalement changé les règles de sécurité.
Le réservoir externe aurait fourni un énorme espace de travail, et un problème majeur avec les différents dessins d'atelier humide était de quoi faire avec tout cela. Le réservoir d'oxygène, le plus petit des deux réservoirs à l'intérieur du réservoir externe, était déjà lui-même beaucoup plus grand que l'ensemble de la station spatiale Freedom, même dans sa forme entièrement développée. En outre, même s'il était possible d'accéder à l'intérieur grâce à des « regards » destinés aux inspections pendant la construction, il n'était pas si réaliste que beaucoup de matériaux de construction puissent être insérés dans le réservoir une fois sur orbite. Néanmoins, le problème avait été étudié à plusieurs reprises.
Un concept similaire, le « Aft Cargo Carrier », avait été étudié par Martin Marietta en 1984. Il s'agissait d'un conteneur de fret cylindrique boulonné sur la partie inférieure du réservoir externe, qui offrirait le même volume que la soute de l'orbiteur de la navette spatiale, mais serait en mesure d'emporter des charges plus larges et plus volumineuses. La même disposition avait également été utilisée comme base pour la conception d'une station de courte durée. Bien que n'étant pas un atelier humide dans le sens classique du terme, la station se greffait sur le réservoir de carburant et était donc liée à un certain degré.
L'idée d'habitat humide dérivée du réservoir externe de la navette spatiale américaine a également été reprise par la société américaine Space Island Group (en) dans son projet d'hôtel orbital : celui-ci est composé des réservoirs externes assemblés en une roue tournant sur elle-même (une station spatiale en forme de roue tournant sur elle-même), et aménagés en chambres.